# Issaak Arkadjewitsch Leongarow
Issaak Arkadjewitsch Leongarow (russisch Исаак Аркадьевич Леонгаров, eigentlich Issaak Arkadjewitsch Jassenjawski russisch Исаак Аркадьевич Ясенявский; * März 1909; † 30. April 1984) war ein sowjetischer Theater- und Film-Schauspieler.

## Leben
Der 1909 geborene Leongarow schloss 1925 die Mittelschule ab und gehörte von 1931 bis 1933 der Roten Armee an.
Seine Bühnenlaufbahn war v. a. vom Musiktheater geprägt. Nach ersten Erfahrungen in humoristischen Rollen von 1933 bis 1935 ging er 1936 zum Woronescher Staatstheater für Oper und Ballett und 1938 zum Wolgograder Musikkomödientheater. 1946 wechselte Leongarow an das Musiktheater von Omsk, ehe er 1948 ein 18-jähriges Engagement am Moskauer Operettentheater einging.
Sein Filmdebüt feierte Leongarow 1951 in Прощай, Америка! (Proschtschai, Amerika!), zwei Jahre sollte Sadkos Abenteuer der erste auch international bekannte Film unter seiner Beteiligung sein. Leongarow war 19 mal vor der Kamera zu sehen, ausschließlich in Neben- und Statistrollen. Seine wohl präsenteste Darstellung gab er als Graf auf dem Hund in Alexander Rous Die schöne Warwara. Hier und auch in seinen weiteren Auftritten in Rous Filmen gab er Gesangseinlagen. Mit Вольный ветер (Wolny weter, 1961) bediente Leongarow das Genre des Musikfilms, war aber auch im zweiten und dritten Teil der Kriegsfilmtrilogie Хождение по мукам (Choschdenie po muschkam, 1958–1959) zu sehen. In Надежда (Nadeschda, 1973) stellte er Hugo Eberlein dar.

## Filmografie (Auswahl)
- 1953: Sadkos Abenteuer (Sadko)
- 1953: Feindlicher Wirbelwind (Wichri wraschdebnyje)
- 1955: Der Weltmeister (Tschempion mira)
- 1968: Feuer, Wasser und Posaunen (Ogon, woda i… mednyje truby)
- 1970: Die schöne Warwara (Warwara-krassa, dlinnaja kossa)
- 1973: Der Hirsch mit dem goldenen Geweih (Solotyje roga)
- 1975: Finist – Heller Falke (Finist - Jasny sokol)
- 1976: Die traurige Nixe (Rusalotschka)